# My Wife, the Director General
My Wife, the Director General (en árabe: مراتي مدير عام) es una película cómica egipcia de 1966 dirigida por Fatin Abdel Wahab.

## Elenco
- Salah Zulfikar como Hussein Omar.
- Shadia como Ismat Fahmy.
- Tawfik El Deken como Abou El Khir Hassanein.
- Shafik Nour El Din como Abdel 'Awy.
- Cariman como Aida.
- Adel Imam como Abou El Magd.